# Zausodes cinctus
Zausodes cinctus is een eenoogkreeftjessoort uit de familie van de Harpacticidae. De wetenschappelijke naam van de soort is voor het eerst geldig gepubliceerd in 1954 door Krishnaswamy.